# Valentano
Valentano är en stad och en kommun i provinsen Viterbo i regionen Lazio i centrala Italien. Kommunen hade 2 842 invånare (2018) och gränsar till kommunerna Capodimonte, Cellere, Farnese, Gradoli, Ischia di Castro, Latera, Piansano och Pitigliano.